# ミュンヘン・オリンピアシュタディオン
ミュンヘン・オリンピアシュタディオン（Olympiastadion München）は、ドイツのバイエルン州・ミュンヘンにある陸上競技場。世界でも数少ない夏季オリンピックのメインスタジアムとFIFAワールドカップ決勝戦を両方経験したスタジアムである。建築家ギュンター・ベーニッシュと構造家フライ・オットーの設計。蜘蛛の巣状の吊り屋根が特徴で、ミュンヘンで毎年10月に開催されるオクトーバーフェストのテントをモチーフとしている。約300ヘクタールの敷地面積を持ち、69,250人収容可能（立ち見席含む。客席数は57,450席。）なスタジアムと、コンサート開催用のホール、50mの温水プールや飛び込み台を備えたプール、高さ291mの展望デッキや回転レストランがあるタワー、ボクシング会場を改修して作られたスケートリンクなどの施設がある。
1971年、1972年に開催されたミュンヘンオリンピック（当時は西ドイツ）の開催を記念してのメインスタジアムとして開場し陸上競技と開・閉会式を開いた。1974年には西ドイツW杯の会場となったほか、サッカー・ブンデスリーガ・FCバイエルン・ミュンヘン、TSV1860ミュンヘンのホームスタジアムとして長年使用され、ヨーロッパ・チャンピオンを決定する試合も数多く開催されてきた。しかし陸上競技場であること、バックスタンドに屋根が架かっていないこと、スタンドの傾斜が緩いことなどからサッカー観戦には不向きであると言われていた。
2005年に2006年・ドイツW杯の会場としてアリアンツ・アレーナ（球技専用）が完成したため、2006年ドイツW杯会場とバイエルン・ミュンヘン、1860ミュンヘンのホームグラウンドの座を明け渡した。収容人員は69250人。
またサッカー以外にもコンサートの開催をはじめ、陸上競技会、レッドブル・クラッシュドアイス、DTMの非公式レース、2006年大晦日にはツール・ド・スキーも開催された。